# حجولا
حجولا هي إحدى القرى اللبنانية من قرى قضاء جبيل في محافظة جبل لبنان.  ترتفع حجولا ما بين 920 متر و1100 متر عن سطح البحر. 
من الناحية التاريخية، يمكن القول أن حجولا قرية قديمة تعود إلى أكثر من 1500 سنة. اسمها سرياني ويعني المكان المستدير، وقد مر في أراضيها الفينيقيون.

## تاريخها وسكانها
تقول الوثائق أن حجولا كانت تعدّ 9 بيوت سنة 1569 وصارت تعدّ 34 بيتا قبل بداية الحرب العالمية الأولى في 1914، و23 بيتاً قبل بداية  الحرب الأهليّة اللبنانيّة سنة 1975، أما اليوم، فيبلغ ما يقرب من 150 بيتاً…
  كان عدد سكانها حوالي 280 نسمة عام 1867، ومع نهاية  ال2016 صار عدد سكانها حوالي 1900 نسمة.
يقال أن حجولا أحرقت مرات عدة من قبل المماليك.

## طبيعتها
حجولا تتميّز عن آلاف القرى في هذا الشرق بأنها “قرية الأسماك  المتحجرة” : فيها أحافير، تشكّل اليوم شاهداً على الحياة التي وجدت فيها منذ حوالي الـ 100 مليون سنة، على حد قول علماء الجيولوجيا وخبراء المتحجرات. تشتهر حجولا بتربتها الخصبة الأفضل في جبيل وبأحراشها.  
ان في حجولا، بجمال طبيعتها ومتحجراتها وتاريخها، آفاقاً سياحية واعدة، وملاذاً لمحبّي حياة الطبيعة و نشاطات الهواء الطلق.[2]

## سكان
يبلغ عدد سكان القرية حوالي 1900 نسمة. يبلغ عدد سكان القرية حوالي 1900 نسمة. وإليكم قائمة أبجدية لبعض عائلات حجولا: عيسى، أبي ناصيف، أبي رعد، علاء الدين (شبلي)، عساف، دياب، إسبر، حجولا، حماد، إبراهيم، مهدي، مراد، ناصيف، وقبلان.

## الجيولوجيا
أنتجت محاجر الصخور القريبة من القرية التي تعمل بالطبقات البحرية في العصر الطباشيري لتكوين صنين عددًا من أنواع الأسماك والقشريات الجديدة إلى جانب رأسيات الأرجل النادرة.

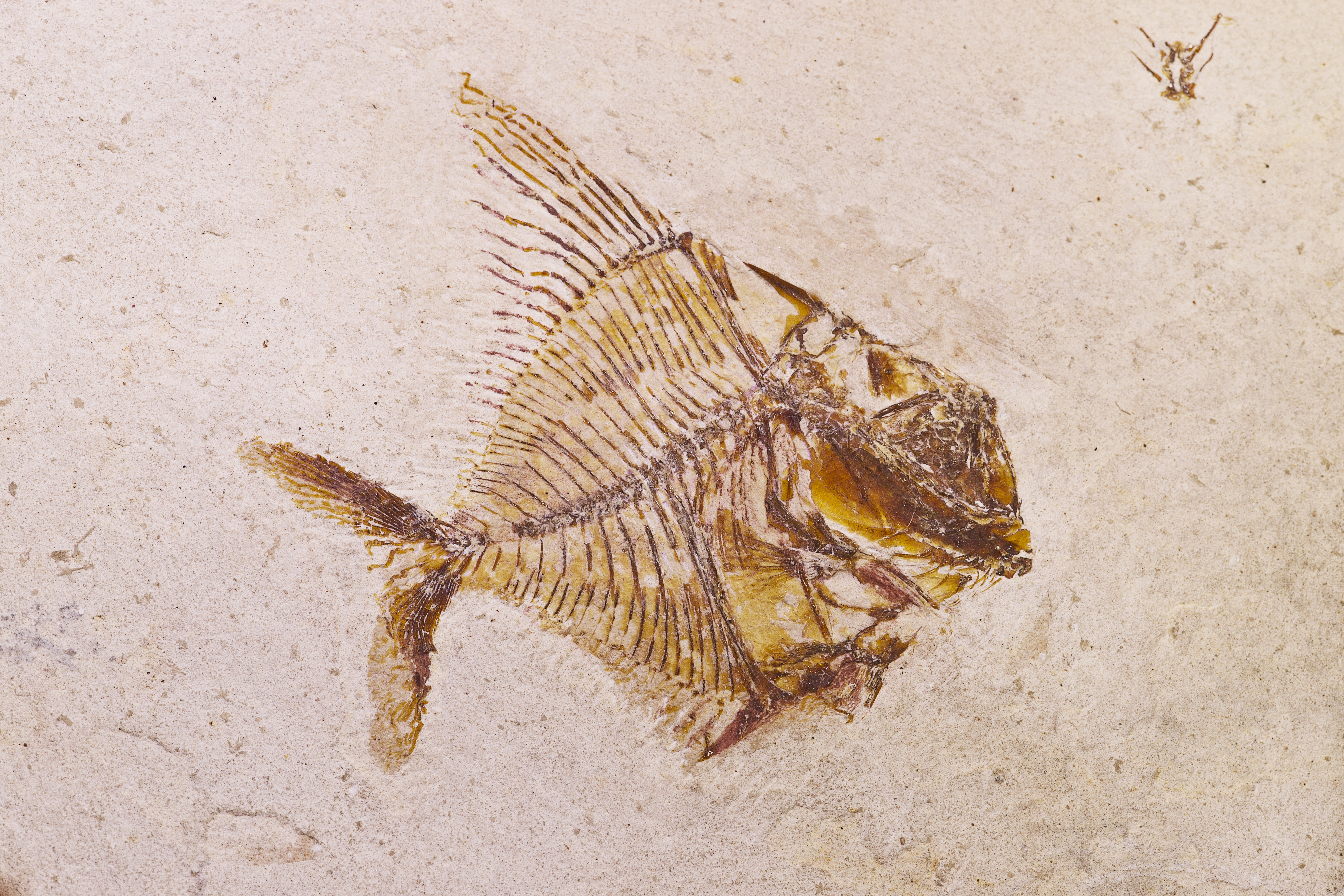
سمكة ايبيتشثيس Aipichthys الصغيرة
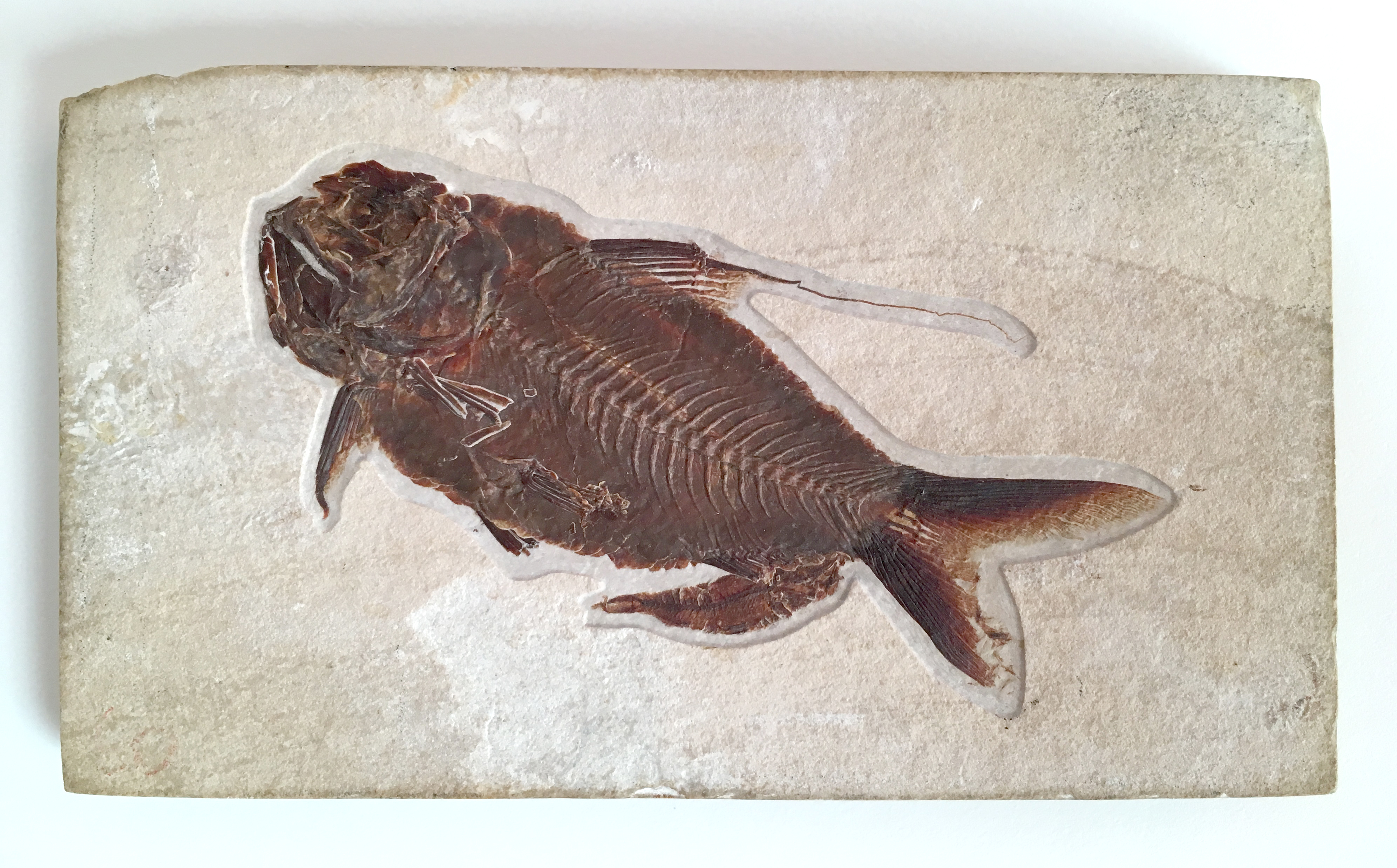
أسماك من نوع النيماتونوت
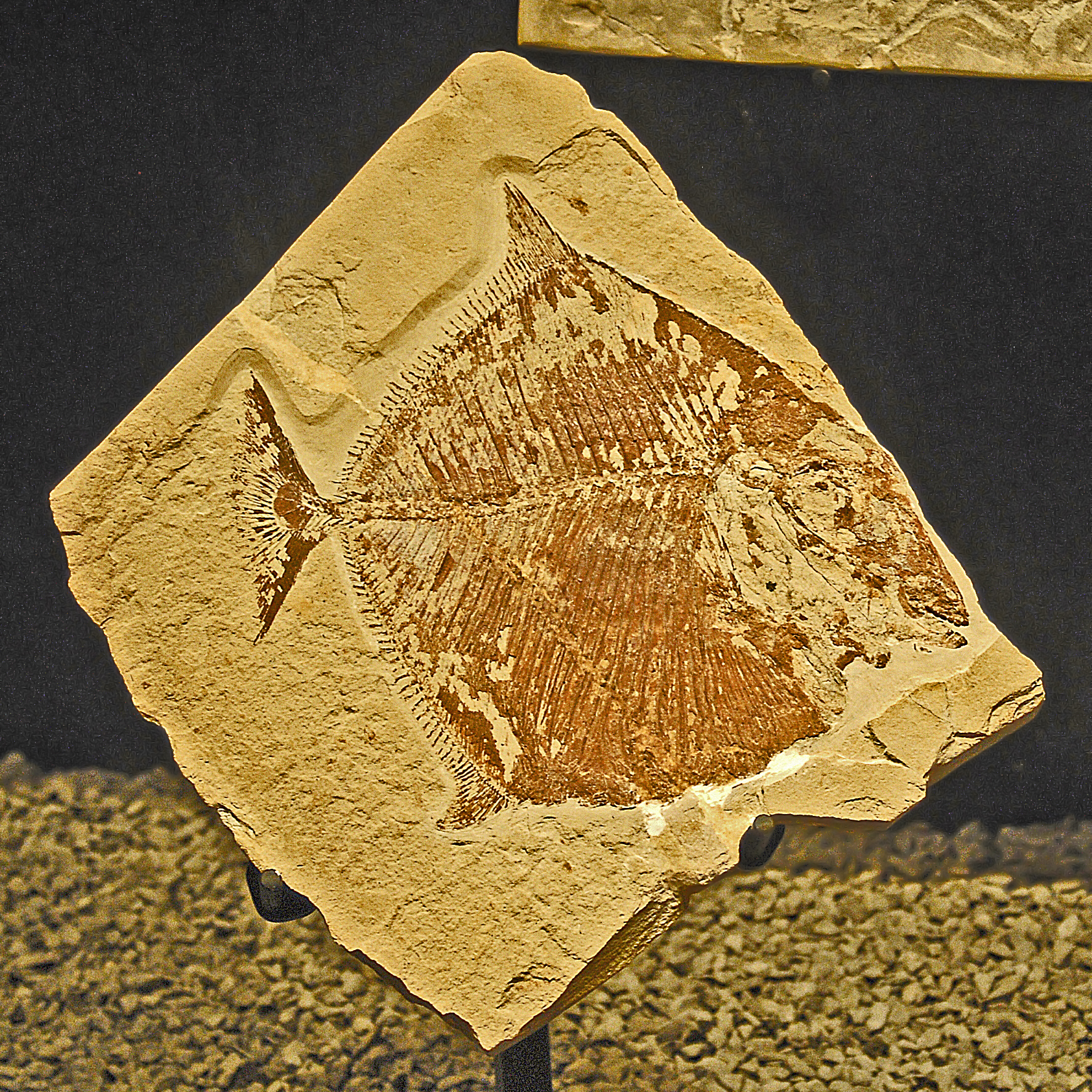
سمكة باليوباليستوم جويديلي
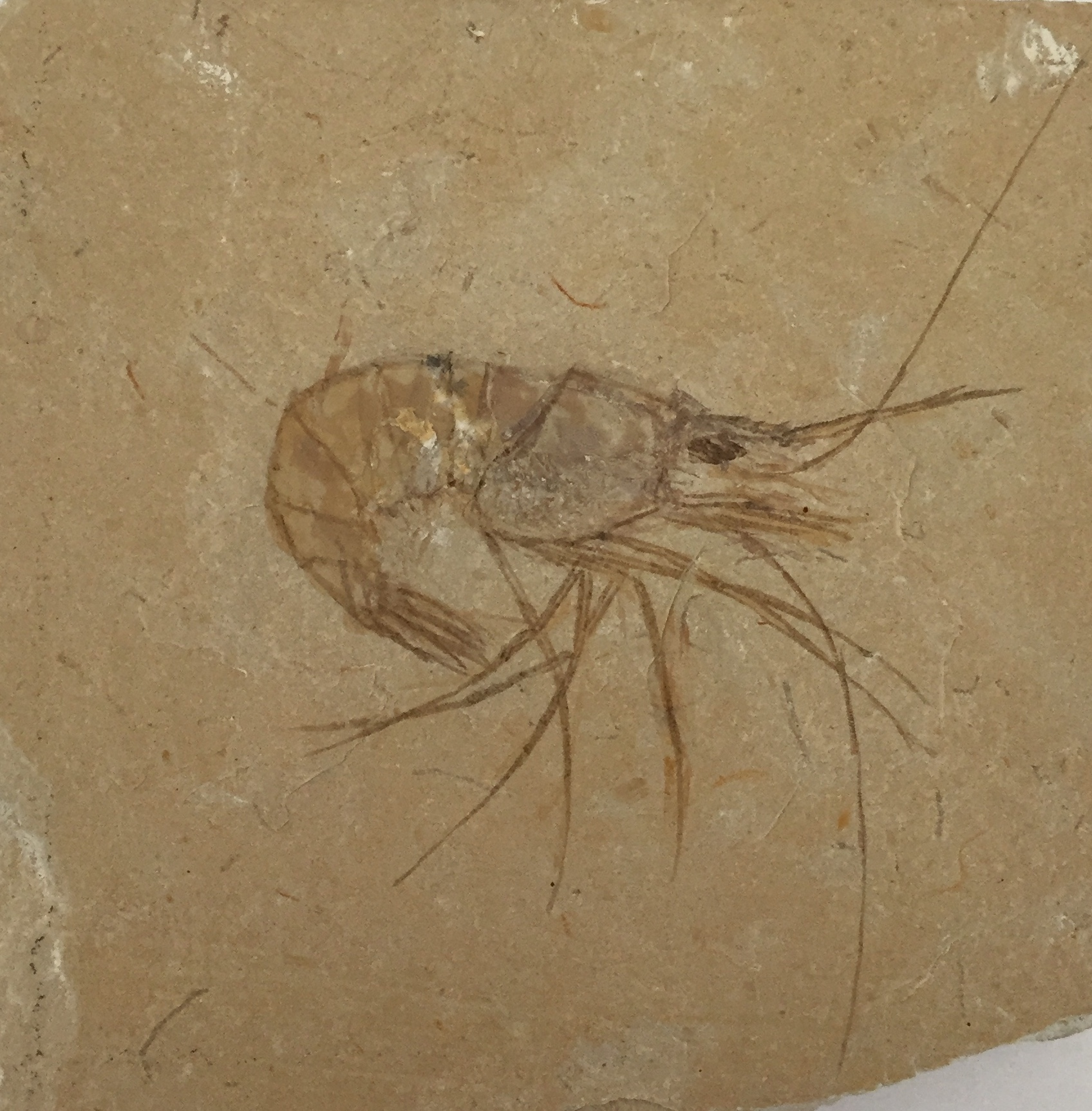
جمبري كاربوبينيوس كاليروستريس
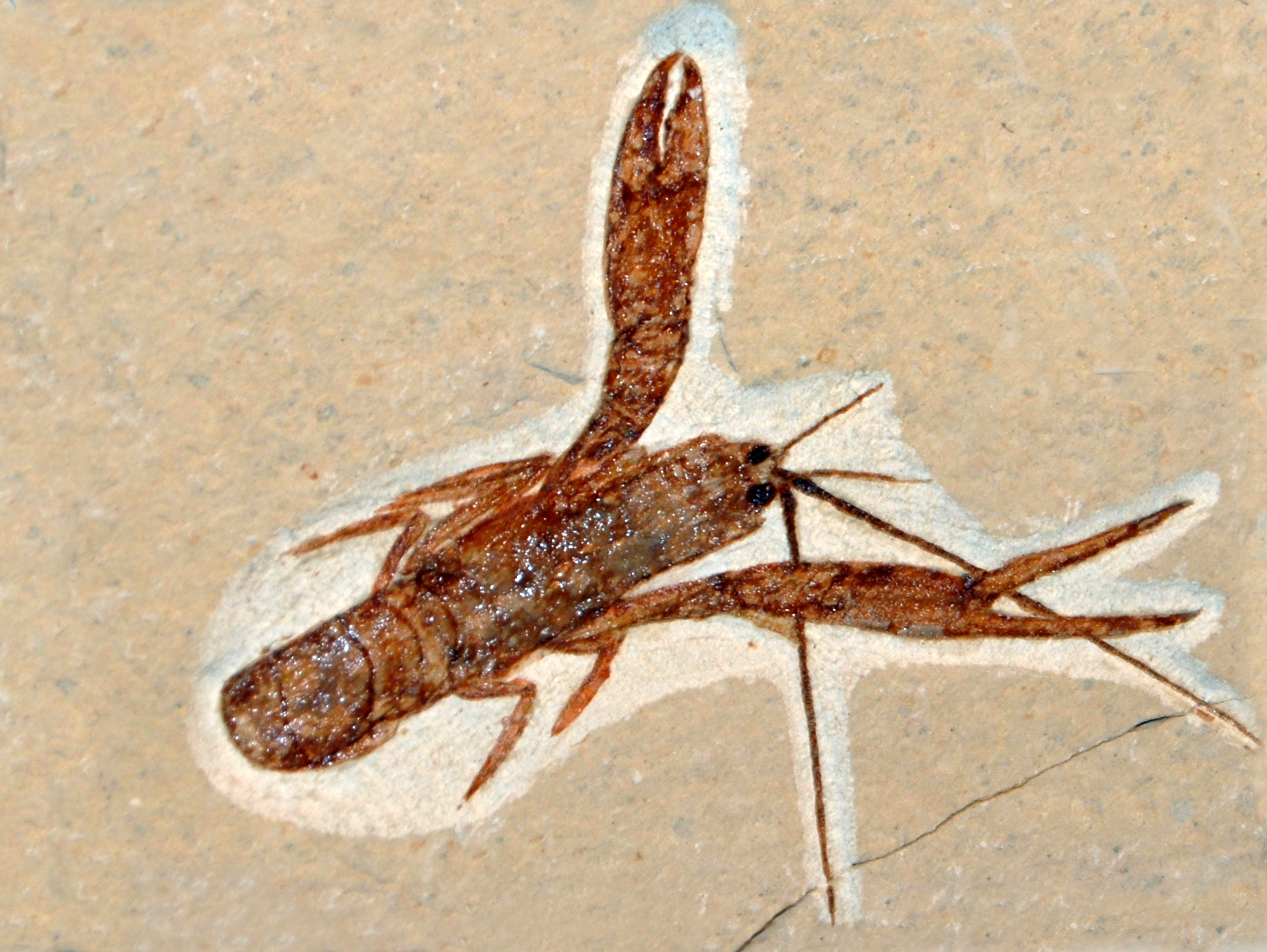
هوماروس هاكلينسيس جراد البحر
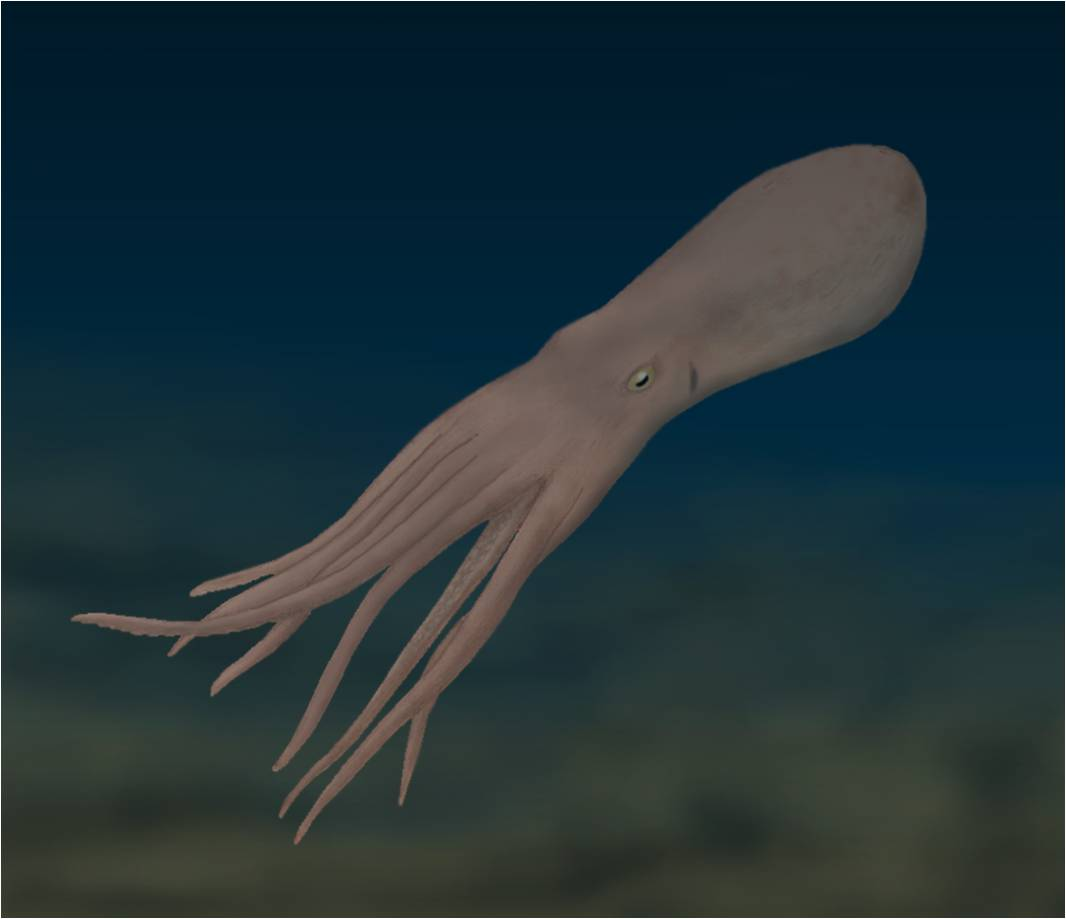
إعادة بناء الفنان لكيوبيا ليفانتي

## أعلام
- محمد إبراهيم